# Bulldog Drummond Escapes
Bulldog Drummond Escapes é um filme estadunidense de 1937, do gênero policial, dirigido por James P. Hogan e estrelado por Ray Milland e Guy Standing.

## Produção
Concebido em 1920 pelo escritor Herman Cyril McNeile, que usava o pseudônimo de Sapper, Hugh Bulldog Drummond era um ex-Capitão do exército britânico à procura de aventuras. Suas peripécias foram contadas em dezenas de histórias e representadas no teatro e no cinema (onde foi vivido também por Ralph Richardson, Ronald Colman e outros). Bulldog Drummond Escapes é sua nona encarnação nas telas e é baseado na peça Bulldog Drummond Saves a Lady, de Sapper e Gerard Fairlie.
A modesta produção fez tanto sucesso que a Paramount decidiu transformá-la em série, o que resultou em outros sete filmes B entre 1937 e 1939, nenhum deles com Milland, um astro em franca ascensão: John Howard tomou seu lugar.
Sempre popular, o personagem continuou a aparecer em filmes até 1968, quando foi vivido por Richard Johnson em Some Girls Do, uma paródia às aventuras de James Bond.

## Sinopse
De volta a Londres, Bulldog Drummond ajuda a rica herdeira Phyllis Clavering a escapar das garras de Merridew, o curador que está de olho em sua fortuna. Para isso, ele conta com o auxílio do amigo Algie e do inspetor da Scotland Yard Nielson.

## Elenco
| Ator/Atriz       | Personagem        |
| ---------------- | ----------------- |
| Ray Milland      | Bulldog Drummond  |
| Guy Standing     | Inspetor Nielson  |
| Heather Angel    | Phyllis Clavering |
| Reginald Denny   | Algy Langworth    |
| Porter Hall      | Merridew          |
| Fay Holden       | Natalie           |
| E. E. Clive      | Tenny             |
| Walter Kingsford | Stainton          |